# Lewis Burton
Lewis Burton (Londra, 23 marzo 1992) è un ex tennista e modello britannico.
Nel 2010 è arrivato alla finale del doppio ragazzi del torneo di Wimbledon.

## Vita privata
Ha avuto una relazione con Caroline Flack, accusata di averlo aggredito nel dicembre 2019.